# Venezolanisches Spanisch
Das venezolanische Spanisch ist eine Varietät des Spanischen, die ausschließlich in Venezuela verwendet wird. Sie gehört zu den karibischen Varietäten der Sprache und verfügt innerhalb des Landes über verschiedene Akzente.

## Geschichte
Das Spanische (Kastilische) kam mit der spanischen Eroberung am Beginn des 16. Jahrhunderts nach Venezuela. Die meisten der Eroberer stammten aus Andalusien, der Extremadura und den Kanarischen Inseln und brachten damit ihre lokalen sprachlichen Besonderheiten mit. Außerdem hatten während der Kolonialzeit italienische und portugiesische Migranten starken Einfluss auf das venezolanische Spanisch.

## Sprachliche Eigenheiten

### Phonetik

#### Vokalismus
Das Vokalsystem entspricht dem des generellen Spanischen.  Im  gesprochenen Spanisch ist die Diphthongierung der Vokalfolgen -ea-, -ee-, -eo-, -oa- auffällig: rial, plantié, pión, tualla statt real, planteé, peón, toalla.

#### Konsonantismus
Das Phoneminventar besitzt 17 Konsonanten. Die Okklusive lauten /p/, /b/, /t/, /d/, /k/, /g/, die Frikative /f/, /s/, /j/, /h/, die Nasale /m/, /n/, /ɲ/, die Vibranten /r/ und /r̩/, der Laterallaut /ʎ/. Der eigentlich stimmhafte Frikativlaut /h/ ersetzt das velare Phonem /x/.
Den venezolanischen Konsonantismus zeichnen sechs Charakteristika aus:
- Das frikative Allophon [ð] ist vor allem in intervokalischer Position schwach, vor allem in Wörtern, die auf -ado enden.
- Die Opposition zwischen /p/ und /b/, /t/ und /d/, /k/ und /g/ neutralisiert sich in implosiver Stellung. Es entsteht ein Laut, der sich entweder stimmhaft /g/ oder stimmlos /k/ anhört: so sind für das Wort apto sowohl die Aussprache [akto] als auch die Aussprache [agto] möglich, für opción [oksiɔn] oder [ogksiɔn].
- Aspiration von /s/ > /h/ in implosiver Stellung: las casas [lah kasah]
- Der Konsonantennexus <sc> wird /ks/ gesprochen: pixina für pisina.
- /n/ in implosiver Position wird /ɲ/ gesprochen: [kaɲ] für can
- Rhotazismus vor Konsonant: /l/ und /r/ werden neutralisiert: [bolsa] für borsa, [sarta] für salta. Dies ist ein Phänomen, das in vielen romanischen Populärsprachen zu beobachten ist.[3]

### Morphologie und Syntax
- Vor allem bei Fremdwörtern, deren Endung „unspanisch“ ist, z. B. Endungen -í, -é, gibt es Abweichungen in der Pluralbildung. So wird der Plural oft unverändert gelassen und nur der Artikel geändert: el pícher > los pícher oder das Suffix -ses angehängt: maní > manises.
- Bei Kollektivbegriffen wie gente (Leute), multitud (Vielfalt) erscheint das Verb im Plural, auch wenn das Subjekt formal im Singular steht: la gente dijen statt la gente dije.
- Loísmo: direkte Objektpronomen sind lo, la und los, las, indirekte le und les.
- Anaphorische vorwegname des Pronomens bei später genanntem Objekt: le di un golpe a la puerta.
- In vielen Gegenden wird nur die Form tu verwendet, die Sie-Form ist extrem selten.
- Überschwängliche Verwendung des Relativums que, Tendenz zur Eliminierung von Präpositionen vor Relativum: ese sobrino [con] que me encontré. Cuyo wird selten verwendet.
- Proklitisches Possessivum (mi hijo), aber auch postklitisches Possessivum möglich el hijo mío. Außerdem ist die Konstruktion 'Besitz + de + Besitzer' geläufig: el hijo de mí.
- Neologismen bei den Verben gehören stets der Klasse auf -ar an.
- Indefinido-Endung der 1. Ps. Pl. ist -nos, nicht -mos
- Schwanken zwischen 'ser' und 'estar' bei Ausdrücken wie cuando yo era niño/ cuando yo estaba niño

### Lexikologie und Wortbildung
- Fünfgliedriges Demonstrativsystem (maximale Nähe > maximale Distanz): aquí, acá, ahí, allí, allá.
- Im Gegensatz um Standardspanischen Wechsel im Genus bei einigen Wörtern, etwa el radio statt la radio, Präferenz für Wörter im Singular, die sonst in der Mehrzahl stehen: el pantalón.
- Das Pronomen vosotros wird nicht verwendet.
- Voseo (Verwendung von 'vos' für 'usted')
- Diminutiva werden generell mit -ito/-ita gebildet: el carro > el carrito